# Dance-punk
Dance-punk (znany również jako discopunk, punk-funk lub dance-rock) to rodzaj muzyki ściśle związany głównie z muzyką post-punk i nową falą.

## Wykonawcy charakterystyczni dla tego gatunku muzyki
- Beep Beep
- Black Eyes
- Controller.controller
- CDOASS
- Clor
- CSS
- Cut Copy
- Datarock
- Death from Above 1979
- Depeche Mode
- Digitalism
- Ex Models
- The Fever
- The Faint
- Foals
- Fake Shark - Real Zombie!
- The Firebird Band
- Hot Chip
- Femme Fatality
- Hot Hot Heat
- Klaxons
- Hadouken!
- Les Georges Leningrad
- LCD Soundsystem
- Liars
- The Juan MacLean
- Mellow
- The Mission Veo
- Moving Units
- Out Hud
- Panic! at the Disco
- Pedicab
- Plague of Dandelions
- Q and Not U
- Radio 4
- Robots In Disguise
- Shitdisco
- Single Frame
- Simian
- Supersystem
- The Ting Tings
- The Presets
- Test Icicles
- The Rapture
- Thunderbirds Are Now!
- VHS or Beta
- Whirlwind Heat
- You Say Party! We Say Die!
- Tracybot